# Æble
|  | Sammenskrivningsforslag Artiklen Æble er foreslået føjet ind i Almindelig Æble. (Siden oktober 2016) Diskutér forslaget |

 For alternative betydninger, se Æble (flertydig). (Se også artikler, som begynder med Æble)
Et æble er frugten af sorter af arten almindelig æble (Malus domestica). Botanisk set drejer det sig om en falsk frugt.
Ordet "æble" kommer af germansk *ap(a)lja-, som igen kommer af en indoeuropæisk rod *abh-, "fugtig, saftig".

## Oprindelse
Den vilde oprindelse for spiseæblet er sandsynligvis arten Malus sieversii (som ikke har noget dansk navn). Det er et træ, som stadigvæk findes i vild tilstand i Centralasiens bjerge i det sydlige Kasakhstan, Kirgisistan, Tadsjikistan og Xinjiang-provinsen i Kina. Forskere arbejder med materiale fra M. sieversii, som er resistent mod mange sygdomme og skadedyr. Målet er at bruge gener fra den oprindelige art for at skabe mere hårdføre og sunde æblesorter. 

## Indhold af C-vitamin
Æbler indeholder små mængder c-vitamin, nemlig ca. 11 mg C-vitamin pr. 100 gram. Det kan dog variere en del fra sort til sort. C-vitaminindholdet er lavest i importerede æbler. C-vitamin beskytter mod iltning, så æblet ikke brunfarves ved skrælning.

## GMO-æbler
I 2015 har USDA godkendt GMO-æbler der stort set ikke producerer PPO, polyphenoloxidase, det enzym der bruner frugt og andre plantedele efter bid, stød eller andre skader.

## Sorter
| - Alice - Ananas Reinet - Antonius - Ashton Brown Jersey - Brøndæble - C. J. Hansen 603 - Court Royal - Cqx Orange - Discovery - Ditmarcher Paradis - Edle Wendelborg - Filippa - Gascoynes Scarlet - Gul Richard - Golden Delicious - Gråsten-æblet - Gyllene Kitajka - Hofman Bang | - Holmeæble - Højbjerg Kalvil - Ingrid Marie - James Grieve - Josefine Kallehave - Kathrinesæble - Kronprins Frederiks Taffelæble - Landsgrav Sommer - Landsgrav Vinter - London Pippin - Lundbytorp - Maren Nis - Ormslevæble - Pederstrup - Primicia | - Prinz Albrecht von Preussen - Queens Cox - Rajka - Rubinstep - Rød Aroma - Saturn - Skovfoged - Sorøæble - Sukkeræble - Sunrise - Sävstaholm Rød - Ulderup - Vejlø æble - Venus eller Møllers Venus - Yarlington Mill |

## Æblet som symbol
Æblet har spillet en rolle i mange kulturer. Æblet er et tvetydigt symbol, som har at gøre med både liv og død. I flere kulturer har æblet været brugt som en brudegave, æblet blev delt på tværs, og hver halvdel blev givet til brudgom og brud. Når æbler deles på tværs fremkommer en lille femstjerne.
- Kristen: Eva og æblet, syndefaldets angivelige frugt, som vokser på kundskabens træ i paradisets have. Gør mennesket i stand til at skelne godt fra ondt. Identifikationen af frugten fra kundskabens som et æble stammer ikke fra Bibelen, men er formentlig opstået af æblets latinske navn malus, som betyder et onde, uheld, ulykke.
- Nordisk: Idun vogter de gyldne æbler, som skænker evig ungdom.
- Græsk: Hesperidernes æbler skænker udødelighed. Eris kastede stridens æble ind blandt guderne.
- Romersk: Æblet var indviet til Venus som symbolet på kærlighed og skønhed. Æbletræet var indviet til Apollon (muligvis en etymologisk sammenhæng med det engelske ord "apple").
- Keltisk: Æblet skænker udødelighed, og hører til den anden verden. Avalon (øen mod vest i sagnene om Kong Arthur) betyder æblelandet.
- Snehvide bliver i eventyret bedøvet af et forgiftet æble, rødt på den ene side og hvidt på den anden.
- I Irland vil en æbleskræl kastet over en kvindes skulder lande i form af den kommende ægtemands initialer, hvis det er skrællet i et et helt stykke.
- Æbler er i mange lande anvendt i forskellige lege på allehelgensdags aften (Halloween), 31. oktober, primært for at sikre frugtbarhed og romantiske forbindelser.
- En legende fra Schweiz fortæller at bueskytten Wilhelm Tell, som straf for ikke at have bukket for en pæl med en hat (som repræsenterede den lokale autoritet), fik valget mellem at dø eller skyde et æble af hovedet på sin egen søn. Det lykkedes at splitte æblet i to, uden at sønnen led overlast. (I Norden hedder helten Palnatoke).
- Isaac Newton skulle have formuleret tyngdeloven efter at have set et æble falde fra et træ.
- I Danmark, Sverige og USA er et pudset æble en traditionel fedtegave til en lærer.
- Forbindelsen mellem æbler og et langt liv kan også spores i den moderne talemåde "et æble om dagen holder lægen væk".
- At spise af kundskabens frugt udnyttes fx i computerfirmaet Apples logo: et æble, der er taget en bid af. Logoet var oprindeligt regnbuefarvet.
- Sammen med scepteret er rigsæblet (jordkloden) et gammelt fyrstesymbol.